# Barilla transversata
Barilla transversata är en fjärilsart som beskrevs av Holland 1893. Barilla transversata ingår i släktet Barilla och familjen snigelspinnare. Inga underarter finns listade i Catalogue of Life.